# La Cantera (Tepic)
Es una comunidad en el municipio de Tepic en el estado mexicano de Nayarit. Ubicada a solo 8 km del centro de Tepic hacia la carretera a Mora.

## Demografía
Según el censo de población y vivienda 2010 realizado por el INEGI, la localidad tenía 5,385 habitantes. Sus colonias son
- Villas del Molino
- Molino del Rey
- Fraccionamiento SUTSEM
- Villas de la Cantera
- Jazmines
- Cantera del Nayar
- Fraccionamiento Olimpo
- La Floresta
- Villas del Roble
- Villas del Prado
- La Cantera
- Revolución
- Vistas de la Cantera
- Ejido de la cantera
- Aramara I y II
- Los Agaves
- Heroes de la patria (Bugambilias-Policía estatal)
- Ejido 6 de enero (Mora)